# 青田华人
青田华侨是指籍贯来自浙江省丽水市青田县的華僑華人群体及其后代。青田是浙江乃至华东地区知名的侨乡，有38.1万名海外华侨华人分布于世界146个国家和地区，广泛活跃于西班牙、意大利、德国、巴西、智利、墨西哥等国家和地区。

## 历史
青田有近300年的华侨历史，最早可以追溯至明末，成形于清末民初，大致可以分成三大阶段。

### 明清时期
青田地处浙南丘陵地带，素有“九山半水半分田”之称，耕地的稀少迫使当地民众外出讨生活。 据1935年英文版《中国年鉴》称：“在十七、十八世纪之交，就有少数国人循陆路经西伯利亚前往欧洲经商，初期前往者以浙江青田籍人为多，贩卖青田石制品。
鸦片战争爆发后，清政府数开海禁，早期出国石商获利颇丰。清同治十二年（1873年），《烟台条约》签订，位于瓯江出海口的温州开埠，为青田人出国提供了一条比以往的陆上线路更为便捷的通道。
青田人早期出洋往往是水陆兼程。通常先是从鹤城的大埠头乘舟至温州，再由温州坐船去上海。抵达上海后，有的乘船北上到旅顺或营口港，再沿陆路从满洲里出境，跨越西伯利亚长途跋涉到俄国的莫斯科、圣彼得堡等地，然后辗转至欧洲各国。
另一批则沿水路出国，分为两种方式。 一种是“藏舱”，即由上海十六铺客栈的中介人员与远洋轮船水手长联系，假扮水手上船，暗藏于货仓、杂物间或水手室，到达目的地后，待夜深人静之时，由水手长引领上岸，送到目的地。 为了省钱，有的搭乘货轮，把人作为物品藏入货柜。 航程旷日持久，条件恶劣，有些人因缺氧、缺食、缺水，到了终点码头已成死尸而被抛入大海，许多青田的出国者离家后因此杳无音信，下落不明，但又因只需200银圆，且青田山区人民生活拮据，往往选择“藏舱”。另一种是办理护照即“明走”，比藏舱要多出100 银圆，但相对比较安全， 当时在上海设有服务机构，如购买护照，提供食宿，代购船票，与水手长联系藏舱事宜等，为县人出国提供方便。无论是明走或暗走，其费用对于贫困的青田乡民来说都是沉重的负担，绝大部分人靠变卖田产、民间借贷或亲友济助，少数依仗国外回来的“老客”给予经济支持。
从上海启程后，经香港、新加坡，过马六甲海峡，绕道好望角（青田人称“大浪滩”），北上扼直布罗陀海峡入地中海，抵达欧洲，耗时两个多月。1869年，苏伊士运河通航后，则过运河入地中海，至法国马赛或意大利那不勒斯上岸，缩短航程近8000公里，从此县人去欧洲渐多。

### 民国时期
一战時，英法等国都不同程度地出现了劳动力短缺现象，中国采取“以工代兵”方式参与到战争中。英法协约国共雇佣了14万到15万华工，其中英国独占10余万人，法国则近4万人。据1922年法国战争部统计，在法国雇佣的36941名华工中，31409人来自华北，4024人来自南方，其中，有2000多人来自青田。青田华工赴法后，主要从事后方服务工作，如搬运物资、挖战壕、修铁路等。

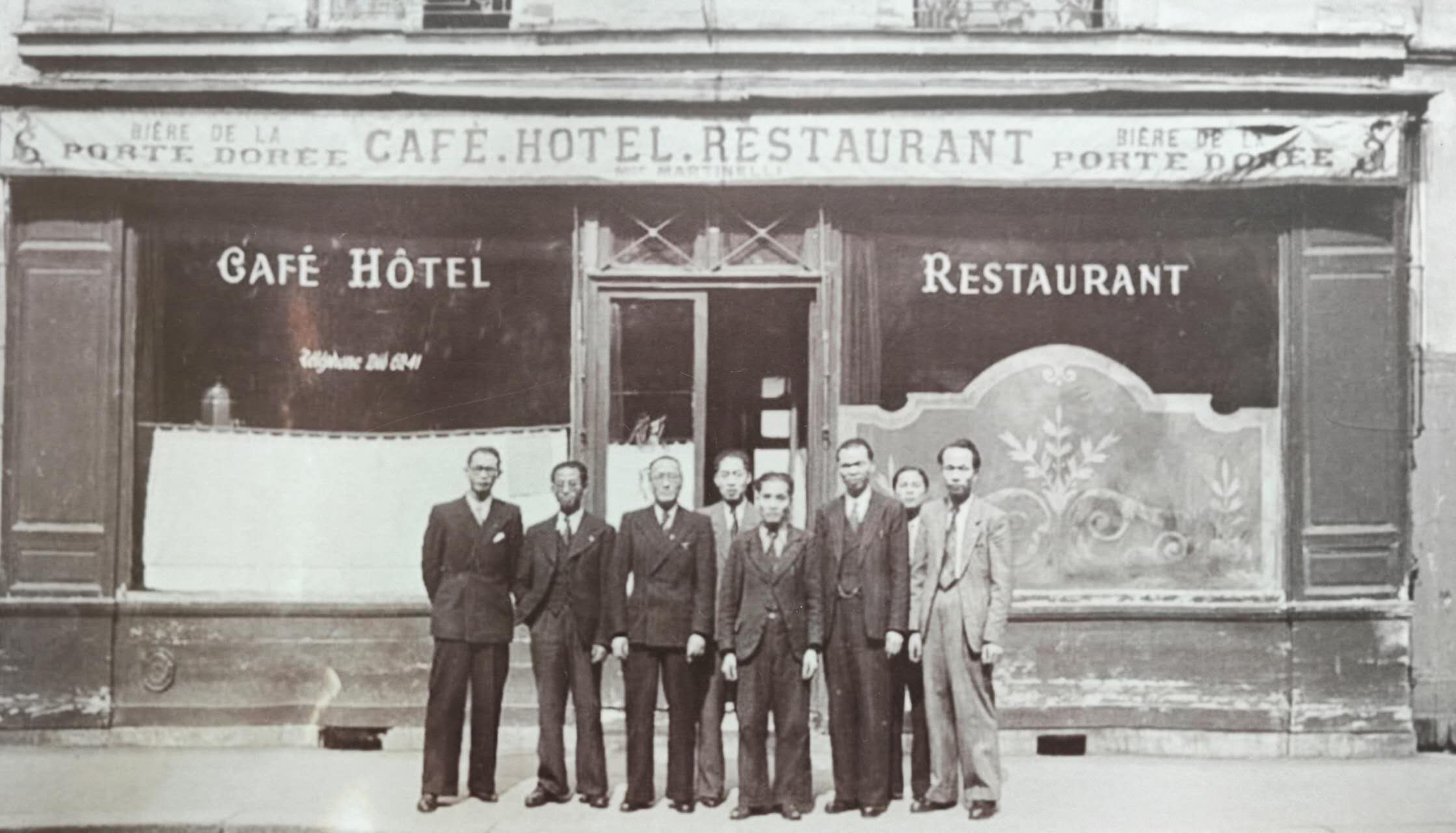
早期旅法青田华侨合影，左一金作仁 （青田华侨历史陈列馆藏）

一战结束后，來自中國其他地区的华工几乎都选择了回国，一千多青田华工选择留下来，而回国后的青田人有很多又携带亲属重返欧洲。这些人由华工转变为华侨。青田华侨规模在这一时期迎来了第一个小高峰，一度旅居欧洲达3万余人，分布于42个国家。

对此，著名记者邹韬奋在游记中记录了1933年在巴黎的见闻：
“据熟悉青田人到欧‘掌故’的朋友提起，最初约在前清光绪末年,有青田人某甲因穷苦不堪，忽异想天开,带着一担青田所仅有的特产青田石,由温州海口而飘流至上海,想赚到几个钱以维持生活,结果很不得意,不知怎的竟得由上海飘流到欧洲来,便在初到的埠头上的道路旁,把所带的青田石雕成的形形式式的东西排列出来。 欧人看见这样从未看见过的东西,有的也被唤起了好奇心。问他多少钱，某甲对外国话当然是一窍不通,只举出几个手指来示意,这就含混得厉害了！有时举出两个手指头来,他也许是索价两毛钱,而外国人也许就给他两块钱。这样一来,他便不久发了小财。这个消息渐渐传到他的本乡,说贫无立锥之地的某某,居然到海外发了洋财了,于是陆续出洋冒险的渐多,不到十年,竟布满了欧洲！最多的时候有三四万人……”
除了欧洲以外，由于路程近、船费便宜、手续方便等原因，日本在民国早期也是青田人理想的谋生之地。一战期间，日本对华工的需求也很大，直接促进了温州、青田等地赴日的人口流动。1923年9月1-8日，日本关东地方发生關東大地震，部分日本人攻擊旅日的朝鲜和中国人，中国人死伤达716人，其中青田籍华工和商贩被击杀122人，伤32人，情况不明7人，共161人。此后日本对华工的政策越发苛刻，甚至有了一些排华行动，先后大约有两千多青田人、温州人被强制遣返回国。1924年2月到4月间，有近千人的赴日申请被拒。到20世纪30年代，尤其是在九一八事變后，中日关系在战争的阴云下，赴日务工的青田人不断减少。

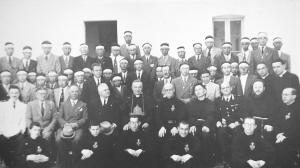
四十名华侨在接受洗礼仪式后的合照，二排右四即为张姓牧师 --- 1941年8月

随着第二次世界大战的爆发，旅欧的青田华侨社区蒙受了巨大的破坏。1940年9月27日，法西斯墨索里尼掌权的意大利与德国、日本结为轴心国，开始对身处同盟国的中国在意华侨下手。在意大利政府的抓捕下，近两百余名青田籍贯的华侨被关押进位于意大利中东部山区的伊索拉格拉萨索集中营。据《罗马观察家报》1941年8月4—5日的报纸报道，有40位集中营里的中国人在一位张姓的华人牧师劝导下，与当天皈依了天主教，并在教堂里举行了洗礼仪式。1943年底，意大利当地的反法西斯游击队从墨索里尼纳粹军队手中成功解放了伊索拉﹒格拉萨索小镇，并释放了这些关押在集中营的华侨。
二战之后，联合国善后救济总署与民国政府开展了二战受害华侨善后救济工作，将在欧洲的大部分华侨送回国，因为战后的欧洲经济凋敝和中国的时局动荡，留在海外的青田华侨从20世纪二三十年代最鼎盛时期的3万余人骤降到1949年时的不足5000人。

### 共和国时期

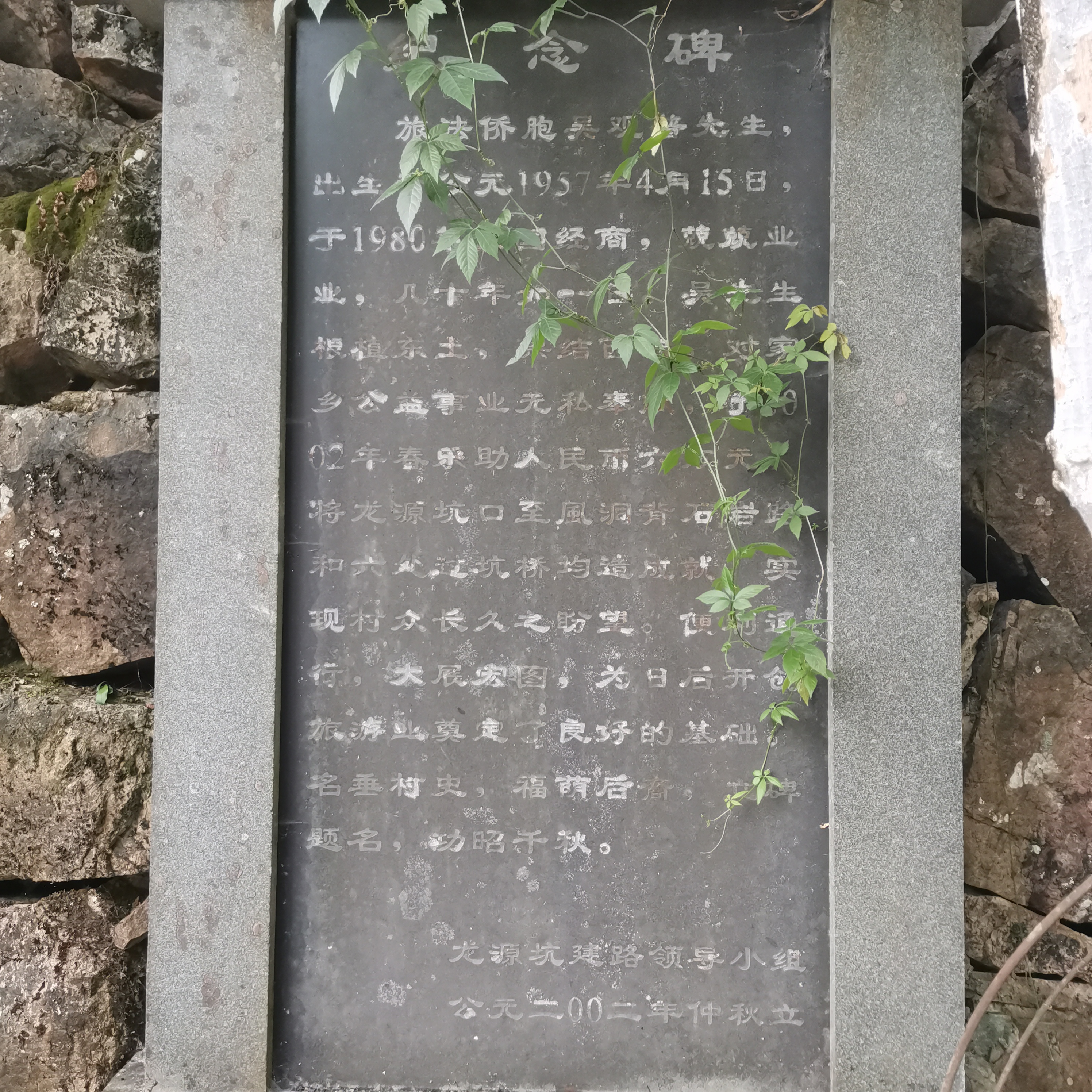
旅法侨胞纪念碑，方山乡

1949年至1978年间，在冷战的国际大环境下，中华人民共和国政府在公民出入境管理上实施了极其严格的规定。另一方面，青田华侨群体中，有相当一部分是原国民党军政人员，以陈诚为代表的青田籍国民党军政人员数量众多，仅拥有将军衔者就近百人。因而在这一时期，青田县内审批出国的难度较大，获准出国人数仅为752人，青田侨民在国内外的流通一度陷入停滞。
改革开放后，青田迎来了其历史上第三次也是迄今为止规模最大的一次出国潮。仅在改开后的第一个10年，青田县内批准出国、领取护照的便达16206人；1991年到2000年，共批准出国117476人，2000年高达29980人，创历史新高。1980年代末，由于意大利、西班牙和法国多次对非法移民实施“大赦”政策，使得这些国家的青田华侨群体在接下来的几十年内快速增长，形成了遍及欧洲各国的侨民社区。

## 文化

### 建筑
近三百多年与世界持续的接触深刻地影响并改变了青田社会的面貌。归国华侨除用在海外积攒的钱买田置产外，还引入了西洋的建筑风格。他们从国外运来诸如水泥等建材，与本土砖木结构建筑融合，在青田城乡留下了众多风貌独特的私人宅邸以及公共建筑物。位于方山乡龙现村的吴氏旧宅是青田华侨旧宅的典型，其由旅欧华侨吴乾奎建于1930年，宅楼为欧式风格建筑、五间三层，面阔14.62米，进深11米，两边厢房窗户多用彩色玻璃，且依山而建，临水而筑，保留了20世纪30年代青田侨乡建筑的风貌及中西融合的文化色彩。
在近三十年华侨经济的带动下，青田治所，鹤城也兴起了一阵欧陆建筑热潮。位于瓯江沿岸，总长1770米的临江东路齐聚了一众巴洛克式的西洋风格建筑，如青田图书馆、开元美途酒店、以及原建于1984年，现已重建改造的华侨饭店等等，是归国华侨和外地游客休闲社交的核心地带。

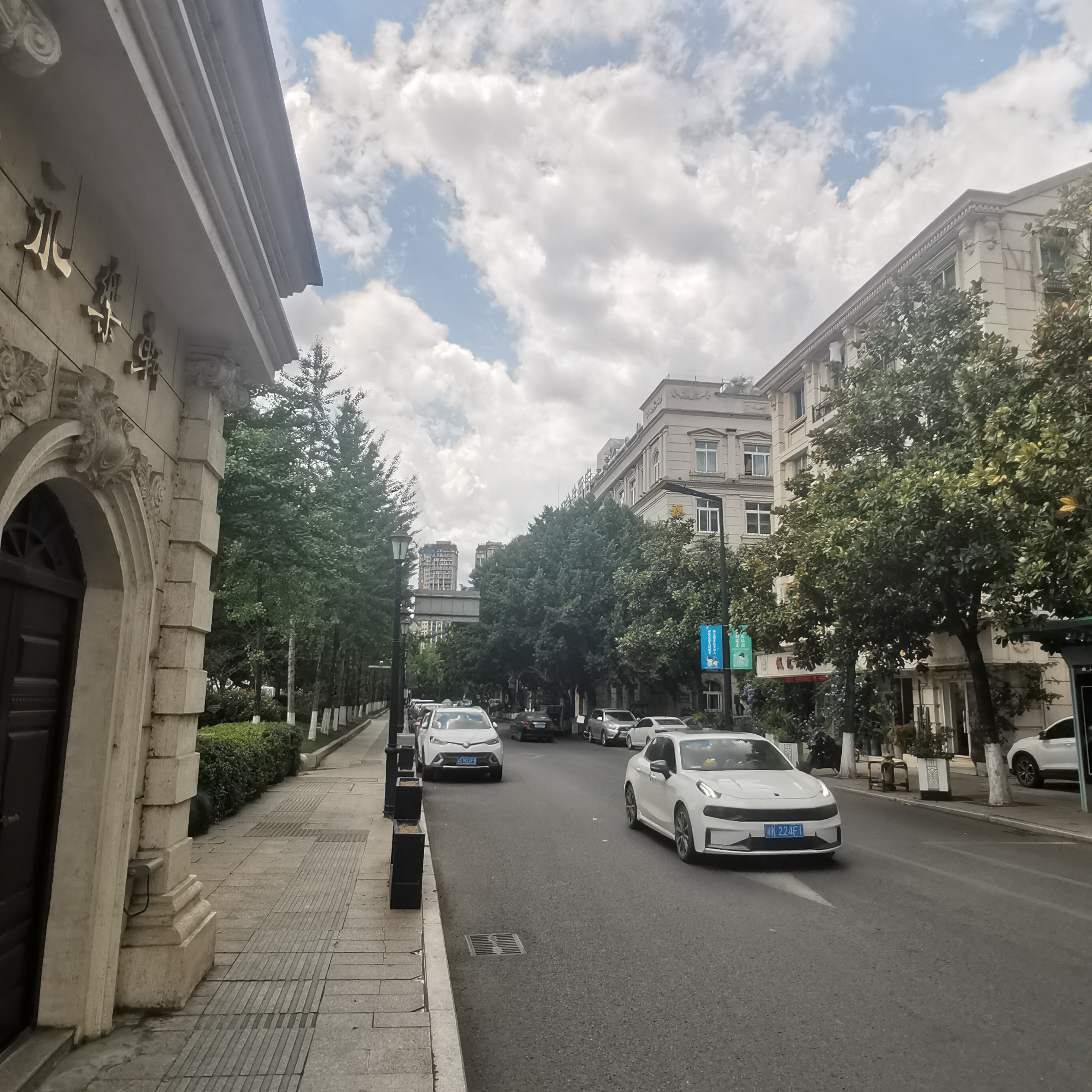
临江东路街景
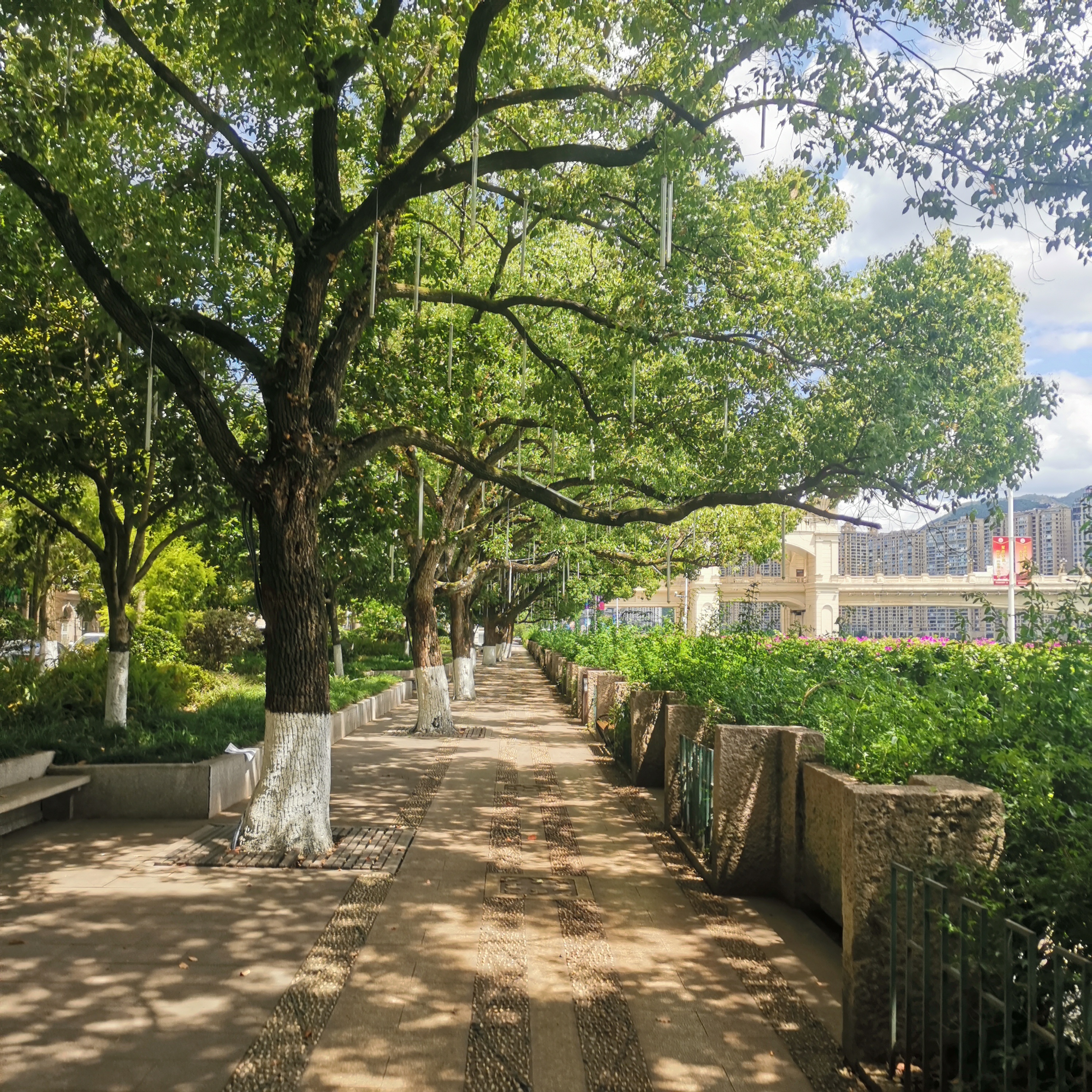
龙津公园，远处为根据欧陆风格建造的景云步行桥
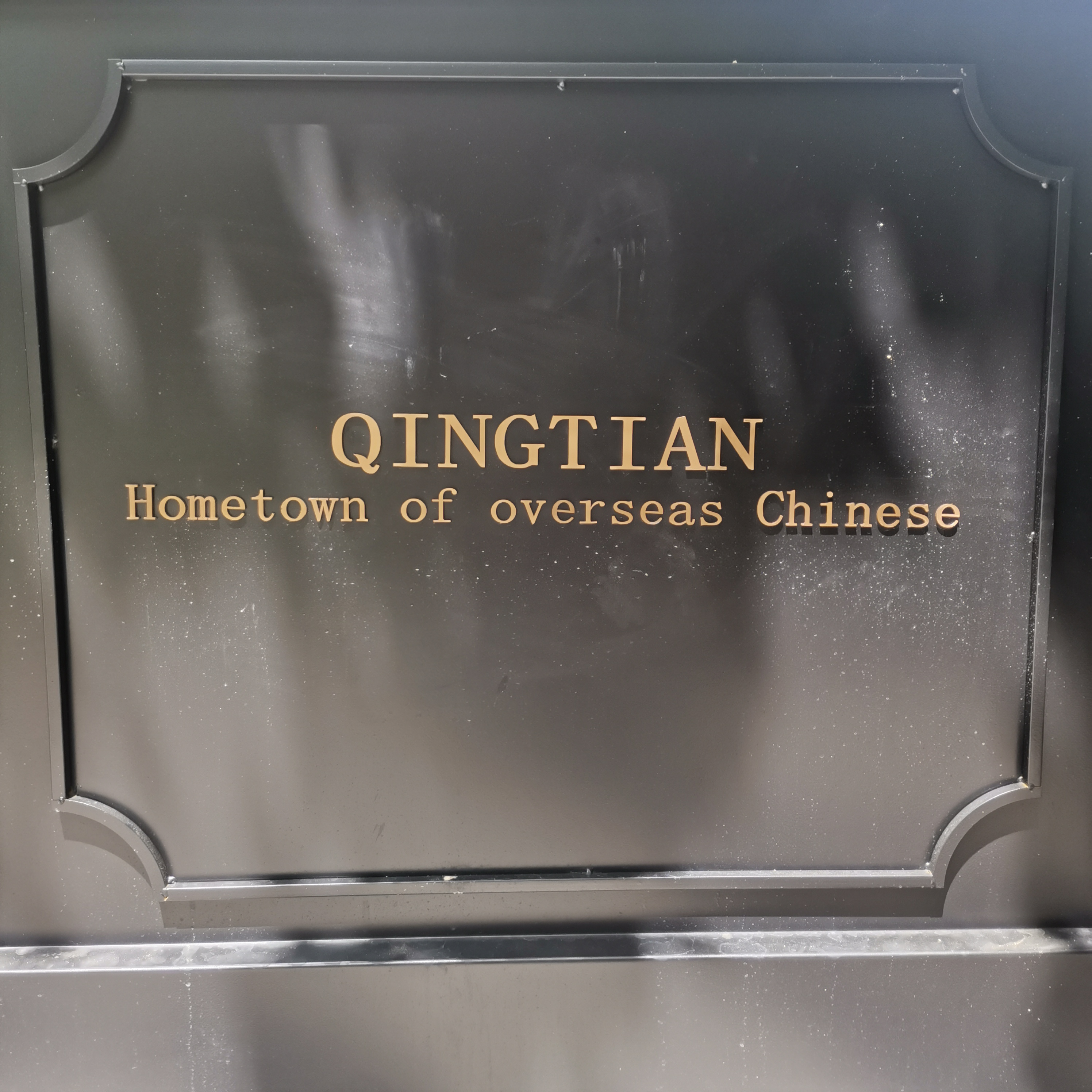
”青田华侨之乡“英文宣传标语
方山乡吴式旧宅主楼

### 饮食
早期移民至国外的青田人，在异乡的第一步大多是从事餐饮业，也因此青田华侨成为了将中国饮食传播到海外的重要媒介，尤其是在欧洲，青田人经营的中餐馆占据了半壁江山，例如在奥地利，每10家中餐馆就有7家为青田人所开。

在将本国料理和食材带到海外的同时，分布于世界各地的华侨还将他们在侨居地习得的风俗习惯带回了家乡，并在青田本土孕育出了浓厚的西餐和咖啡文化。1992年，第一家名为“原乡人”的咖啡店在青田县城落成，自此以后，咖啡馆以及饮用咖啡的习惯随着一批批华侨的出走和归来如同雨后春笋般在全县扩展，时至今日，狭长的瓯江两岸遍布了517家咖啡馆，咖啡年消耗量超过100吨，日均咖啡消费近2万杯，约为全国水平10倍。

1992年6月18日，西班牙马德里，青田人陈渔光创办的正阳酒楼开业
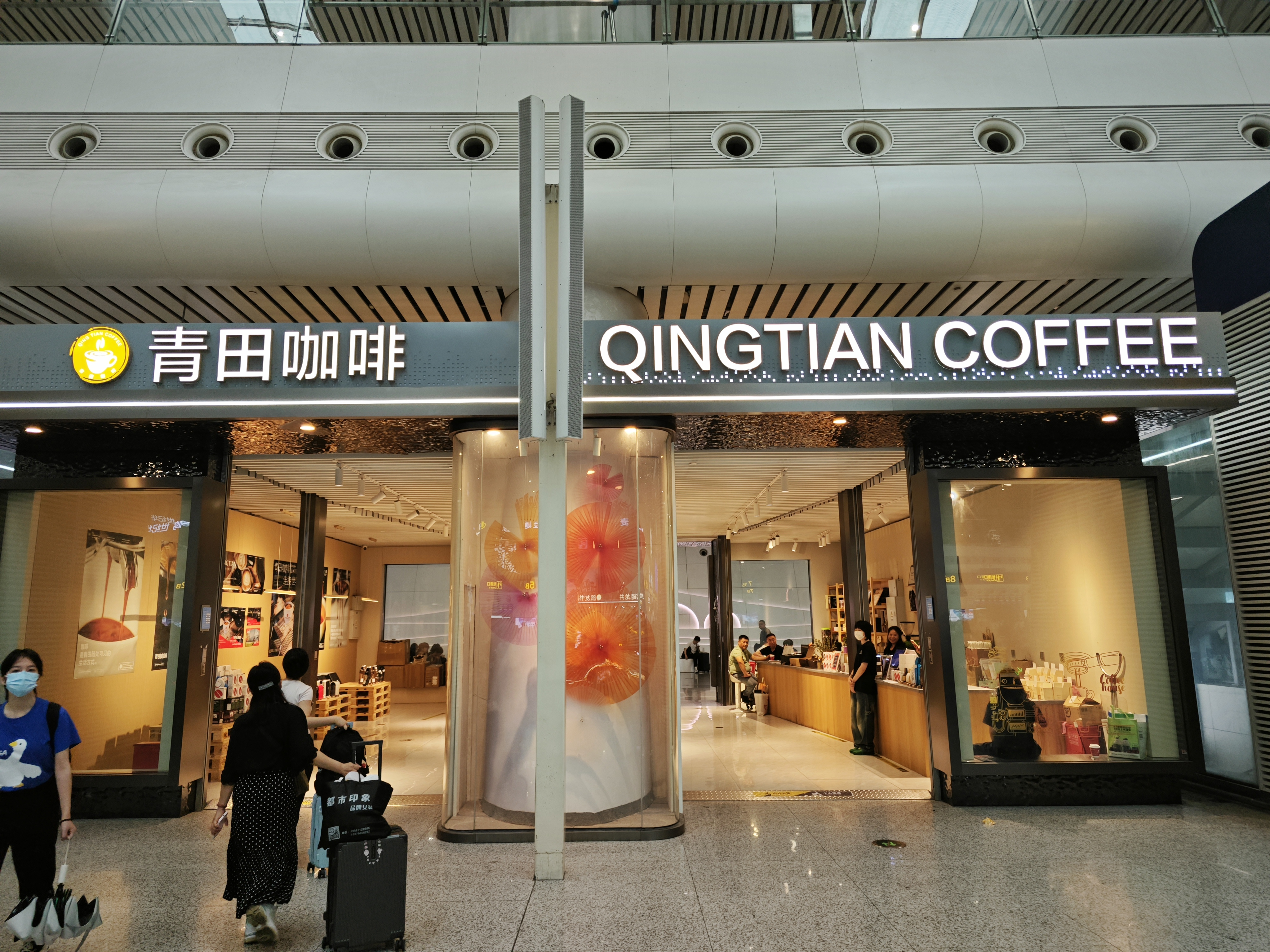
杭州东站青田咖啡分店

## 重要人物
林三渔（1902-1987）：青田仁庄乡罗溪村人，旅日华侨东京总会常务理事，旅日华侨浙江同乡会副会长；在1961年至1987年返回国内40次，捐献大量资金支持教育、基建事业。
孙言川（1880-1921）：青田县仁庄乡孙山村人，旅俄华工联合会干事和秘书，《旅俄华工大同报》主编。
陈增航（1956）：青田籍作家，著有数部以华侨故事为背景的文学作品，出版作品计有长篇小说《走入欧洲》、《漂泊人生》、《遥远的风车》等，其中《走入欧洲》于1997年被翻拍成中国第一部跨多国拍摄的电视长剧。